# Mario Sarto
Mario Sarto (* 13. Oktober 1885 in Codigoro; † 13. September 1955 in Bologna) war ein italienischer Bildhauer, der vor allem für seine vom Jugendstil bis zum 20. Jahrhundert reichenden Denkmäler und für seine sakrale Kunst bekannt ist, die vor allem in den Kartäuserklöstern der Emilia-Romagna, insbesondere in Bologna und Ferrara, zu finden ist.

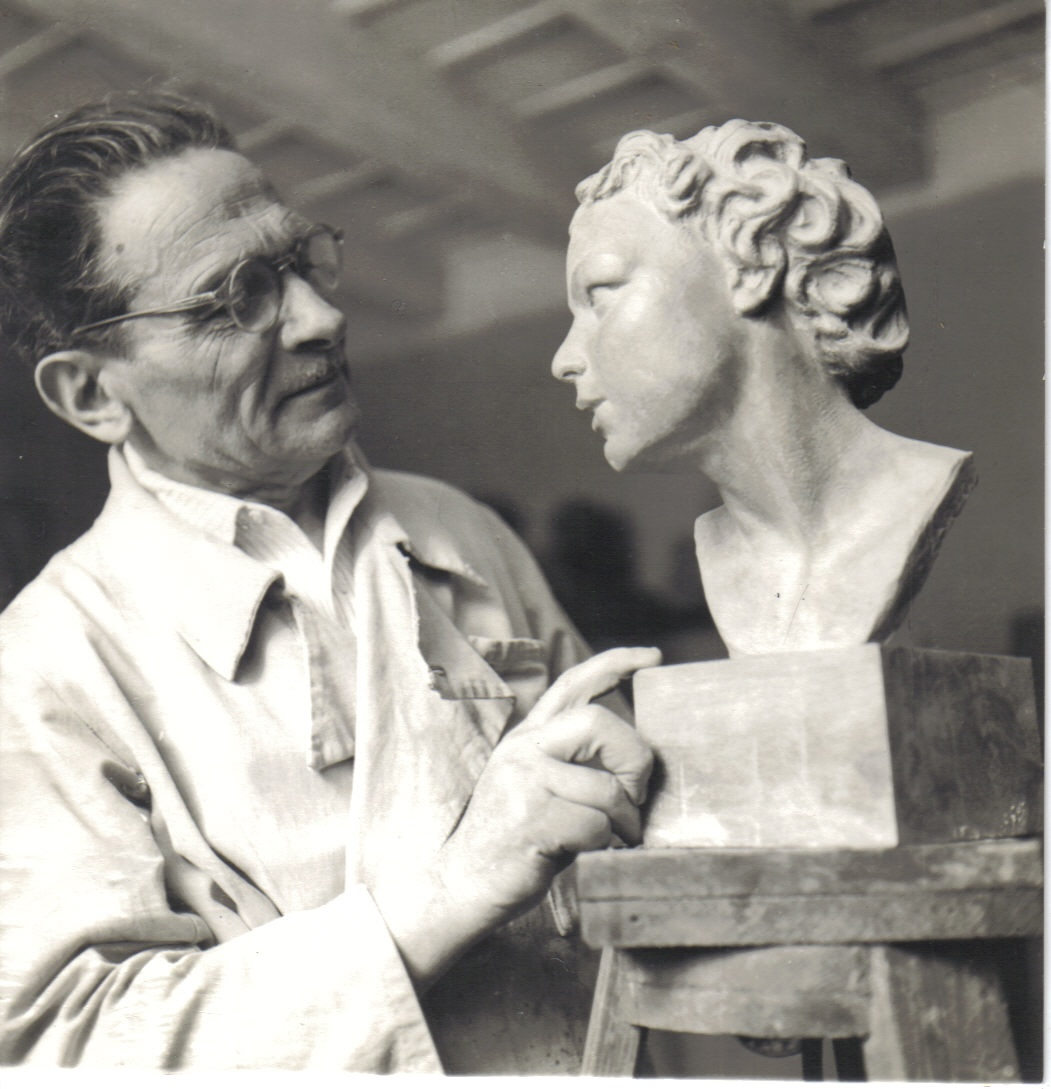
Der Bildhauer Mario Sarto in seinem Atelier in Bologna, mit der Büste eines Engels (1953)

Der Großneffe von Giuseppe Melchiorre Sarto, Papst Pius X., besuchte die Accademia di Belle Arti di Brera und eröffnete dann sein eigenes Bildhaueratelier in Bologna, wo er mit Unterstützung und in Zusammenarbeit mit den örtlichen Steinmetzen bis an sein Lebensende arbeitete.
Seine Skulpturen stehen auf verschiedenen Plätzen der emilianischen Stadt, auf denen Denkmäler mit Kriegshelden oder Statuen von Mäzenen aufgestellt sind.

## Leben und Werke
Er wurde am 13. Oktober 1885 in Codigoro (Ferrara) in einem Haus in der Via Roma als Sohn von Luigi, einem Angestellten venezianischer Herkunft und Verwandten von Papst Pius X., und Irene Gallottini aus Codigoro geboren, die mit Francesco Telloli, einem Amateurfotografen und Bildhauer, verwandt ist.
Nachdem Luigi Sarto eine Versetzung nach Ferrara als Post- und Telegrafenbeamter erhalten hatte, ließ er sich 1891 mit seiner ganzen Familie in der Hauptstadt nieder. Sein Sohn Mario zeigte schon früh eine künstlerische Begabung und wurde nach der Grundschule in die öffentliche Schule „Dosso Dossi“ in Ferrara eingeschrieben, die er bereits 1898 besuchte.
Sein wichtigster Lehrer war der Bildhauer Luigi Legnani (Lehrer für plastische Kunst), aber er erhielt auch Unterricht von Ernesto Maldarelli, Tischler und Zeichenlehrer, Giuseppe Ravegnani (Dekorateur-Szenograf-Projektionist) und den Malern Angelo Longanesi-Cattani und Angelo Diegoli, Lehrer für Gestaltung.

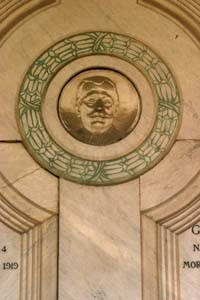
„Medaillon“, Skulptur auf dem Cimitero Monumentale della Certosa di Ferrara (1926)

Da Luigi Sarto nur mit einem Gehalt von „viereinhalb Lire pro Tag“ kalkulieren konnte, beantragte er Ende 1902 bei der Provinzverwaltung ein Stipendium für den Schulbesuch seines Sohnes und erhielt diese von der Handelskammer Ferrara.
Am Ende des Schuljahres 1901–1902 wurde Mario Sarto zusammen mit Teofilo Medici und Enrico Giberti für den Dekorationskurs ausgezeichnet und erhielt auch im Schuljahr 1904–1905 einen Preis. Mario Sarto beschloss, sich auf die Bildhauerei zu spezialisieren, und reiste im Alter von zwanzig Jahren nach Mailand, wo er am 4. November 1905 die Aufnahmeprüfung an der renommierten Accademia di Brera bestand und sich in den „Terzo Corso Comune“ einschrieb. Er ließ sich in einem Haus in der Viale di Porta Vigentina nieder und besuchte die Bildhauerklasse des bekannten Bildhauers Enrico Butti, an den er sich zu erinnern schien, als er lebendige Szenen aus dem bäuerlichen Leben in die von ihm gestalteten Grabmäler einfügte. Das Leben in Mailand war jedoch sehr kostspielig (das jährliche Stipendium der Provinz Ferrara von 100 Lire reichte bei weitem nicht aus), und obwohl Sarto in den Spezialkurs von Brera aufgenommen wurde, war er gezwungen, die bequemere und billigere Accademia di Belle Arti in Bologna zu besuchen, wo er sich Ende 1906 einschrieb und die Kurse des Bildhauers Enrico Barberi belegte. Dort studierte er einige Jahre und erhielt 1908 ein Diplom in Bildhauerei und im Juli 1909 ein Diplom als Zeichenlehrer.
Um sein Studium zu finanzieren, arbeitet er als künstlerischer Leiter in der Bildhauerwerkstatt „D. Venturi“ in Bologna, die vor allem im Bereich der Grabmäler tätig war. Außerdem hatte er sich mit Ione Diegoli verlobt, der Tochter des Malers Angelo Diegoli und Volksschullehrerin, die er am 1. September 1909 in Ferrara heiratete. Die neue familiäre Bindung sollte auch für seine berufliche Laufbahn von Bedeutung sein, denn dank der Heirat wurde er Schwager der Brüder Giacomo (Architekt) und Giuseppe Diegoli (Ingenieur), mit denen er erfolgreich zusammenarbeiten sollte.
Sarto widmete sich zunächst den Restaurierungsarbeiten in Ferrara: 1909 reproduzierte er im Auftrag der Vereinigung Ferrariae Decus ein antikes eucharistisches Symbol aus Marmor für die Fassade des Klosters Corpus Domini. Im Zusammenhang mit Reproduktionen schuf er zahlreiche Marmorbüsten und Flachreliefs, die häufig von der Stadt Ferrara für die Kartause der Stadt in Auftrag gegeben wurden. Auch auf dem Friedhof der Stadt setzte er seine fruchtbare Tätigkeit fort und schuf verschiedene Porträts und Medaillons aus Marmor. Die wahren Meisterwerke Sartos in der Certosa di Ferrara, die er in enger Zusammenarbeit seinen Schwägern (vor allem Giacomo) schuf, sind jedoch die Ädikulen, die in einem bestimmten Bereich des Friedhofs errichtet wurden: Die vom Bildhauer geschaffenen Elemente aus Marmor, Zement und Schmiedeeisen ergänzen perfekt den dekorativen Überschwang der Fassaden, die den Eklektizismus der umbertinischen Epoche zu aktualisieren scheinen, indem sie sie mit einem fast obsessiven Sinn für Szenografie aufladen, jedoch mit geometrischen Mustern in einem aktualisierten Art-déco-Stil. Sarto arbeitete auch in der Certosa di Bondeno an prächtigen Grabdenkmälern.
Eine modernere Ausdrucksweise, die sich an den Vorbildern des 19. Jahrhunderts orientiert und stilistisch zwischen Francesco Messina und Ercole Drei anzusiedeln ist, begann Sarto in den folgenden Jahren in seinen Werken für die Certosa in Bologna zu entwickeln, in deren Nähe er eine gut ausgestattete Werkstatt eingerichtet hatte. Der mit Aufträgen überhäufte Bildhauer und Unternehmer Sarto hatte es verstanden, seine Sprache zu aktualisieren, die Jugendstilwerke seiner Jugend hinter sich zu lassen und sich der Schaffung von Gedenkstatuen zu widmen, die häufig auf öffentlichen Plätzen und in öffentlichen Gebäuden aufgestellt wurden. In dieser fieberhaften Schaffensphase stellte Sarto einen zwölfjährigen Lehrling ein, der in seinem Atelier die ersten Grundlagen des technischen Zeichnens und der Gusstechnik erlernte und sich trotz seiner Jugend sofort als wertvoller Assistent erwies: Es war Vittorio Minarelli, der später einer der bedeutendsten Konstrukteure und Unternehmer der Automobilbranche werden sollte. Sartos beste Denkmäler sind die hyperrealistischen Bronzestatuen, die mit schwieligen Händen Fahnen, Gewehre und Bajonette halten, sie haben Stoffbänder um die Beine, sicher nicht, um sich vor der eisigen Kälte der Karstgräben zu schützen, sie sind trotz der tragischen Entbehrungen des Krieges und der harten Arbeit, die sie verrichten mussten, von virulenter Harmonie: ihre Bewegungen sind plastisch, sie verbinden vollen Realismus mit fast symbolistischer Stilisierung. Neben dem Denkmal der Gefallenen von Sant’Agata Bolognese, das 1925 eingeweiht wurde, realisierte Mario Sarto zwischen 1922 und 1924 eine beispielhafte Kriegsepik im Basso Ferrarese, insbesondere die Denkmäler von Codigoro, Mezzogoro, Lagosanto und Guarda Ferrarese.
In Mario Sartos Spätwerk tritt jedoch die sakrale Kunst in den Vordergrund, die er bereits in den 1920er Jahren mit der 12 Meter hohen Franziskussäule und dem Baptisterium in S. Maria della Pietà, ebenfalls in Bologna, realisiert hatte. Einige religiöse Büsten (Christus, Johannes, ein Engel) wurden von dem bekannten Pietro Melandri aus Faenza, einem Zeitgenossen Sartos, in Keramik ausgeführt. Zu dieser Serie gehört auch eine Keramikbüste einer „Heiligen“, die dem Museo Civico d'Arte Moderna in Ferrara gestiftet wurde und vielleicht mit der Hl. Rita in Verbindung gebracht werden kann, die für die Kirche S. Maria, die als Kirche der armen Priester in Bologna bekannt ist, ausgeführt wurde und von der seine Töchter 2008 noch eine Terrakotta-Skizze aufbewahrten.
In Mario Sartos Spätwerk tritt jedoch die sakrale Kunst in den Vordergrund, die er bereits in den 1920er Jahren mit der 12 Meter hohen Franziskussäule und dem Baptisterium in S. Maria della Pietà, ebenfalls in Bologna, realisiert hatte. Einige religiöse Büsten (Christus, Johannes, ein Engel) wurden von dem bekannten Pietro Melandri aus Faenza, einem Zeitgenossen Sartos, in Keramik ausgeführt. Zu dieser Serie gehört auch eine Keramikbüste einer „Heiligen“, die dem Museo Civico d'Arte Moderna in Ferrara gestiftet wurde und vielleicht mit der Santa Rita in Verbindung gebracht werden kann, die für die Kirche S. Maria, die als Kirche der armen Priester in Bologna bekannt ist, ausgeführt wurde und von der seine Töchter 2008 noch eine Terrakotta-Skizze aufbewahrten.
Sein letztes Atelier in Bologna befand sich in der Via Nosadella, während Sarto mit seiner Frau und den Töchtern Giovanna, Ada und Maria Luisa (letztere auch Malerin) – drei seiner sieben Kinder – in der Via San Frediano wohnte. Hier starb der Bildhauer am 13. September 1955 und hinterließ das unvollendet gebliebene Grabmal der Bologneser Kapuziner.Iniziato alla Certosa il tradizionale pellegrinaggio. In: L'Avvenire d'Italia. 2. November 1955., am selben Tag erschien ein Gedenkartikel über den Bildhauer aus Codigo  Lo scultore dei morti. In: Carlino Sera. 2. November 1055., in dem auch auf sein „Marmordenkmal von Pius X. in St. Peter“ und das Fracassetti-Grabmal in der Kirche San Luigi, ebenfalls in Bologna, hingewiesen wurde.

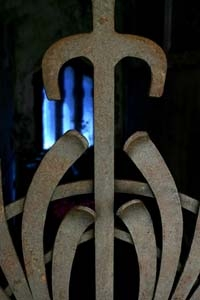
„Eisernes Kreuz“, Ferrara (1930)